# گمینا برانگسک
گمینا برانگسک (به لهستانی:  Gmina Brańsk) یک گمینا در لهستان است که در شهرستان بیلسک واقع شده‌است. گمینا برانگسک ۲۲۷٫۳ کیلومتر مربع مساحت و ۶٬۳۷۰ نفر جمعیت دارد.